# Hadonville-lès-Lachaussée
Hadonville-lès-Lachaussée est une commune associée du département de la Meuse, en région Grand Est.

## Lieux et monuments

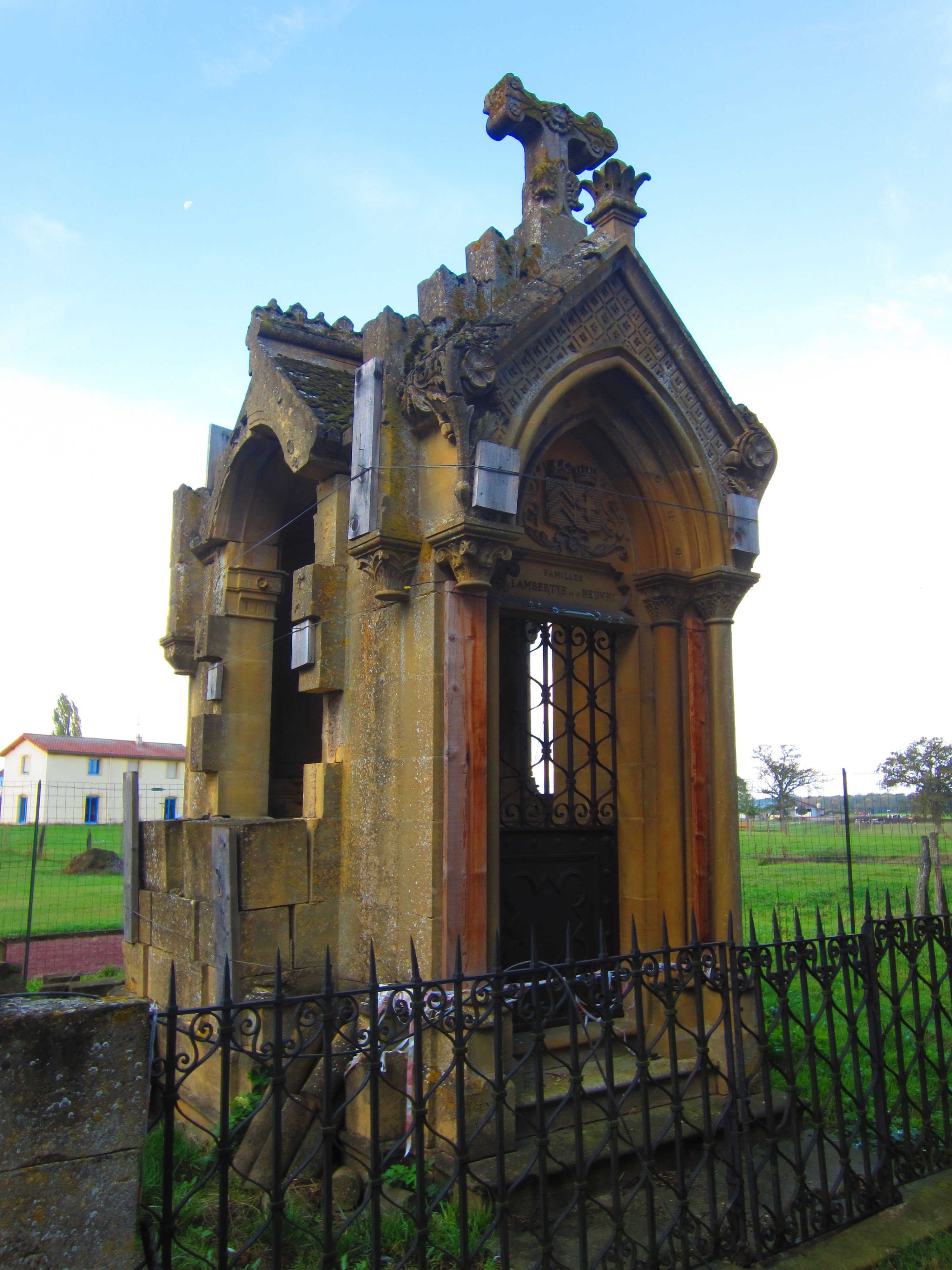
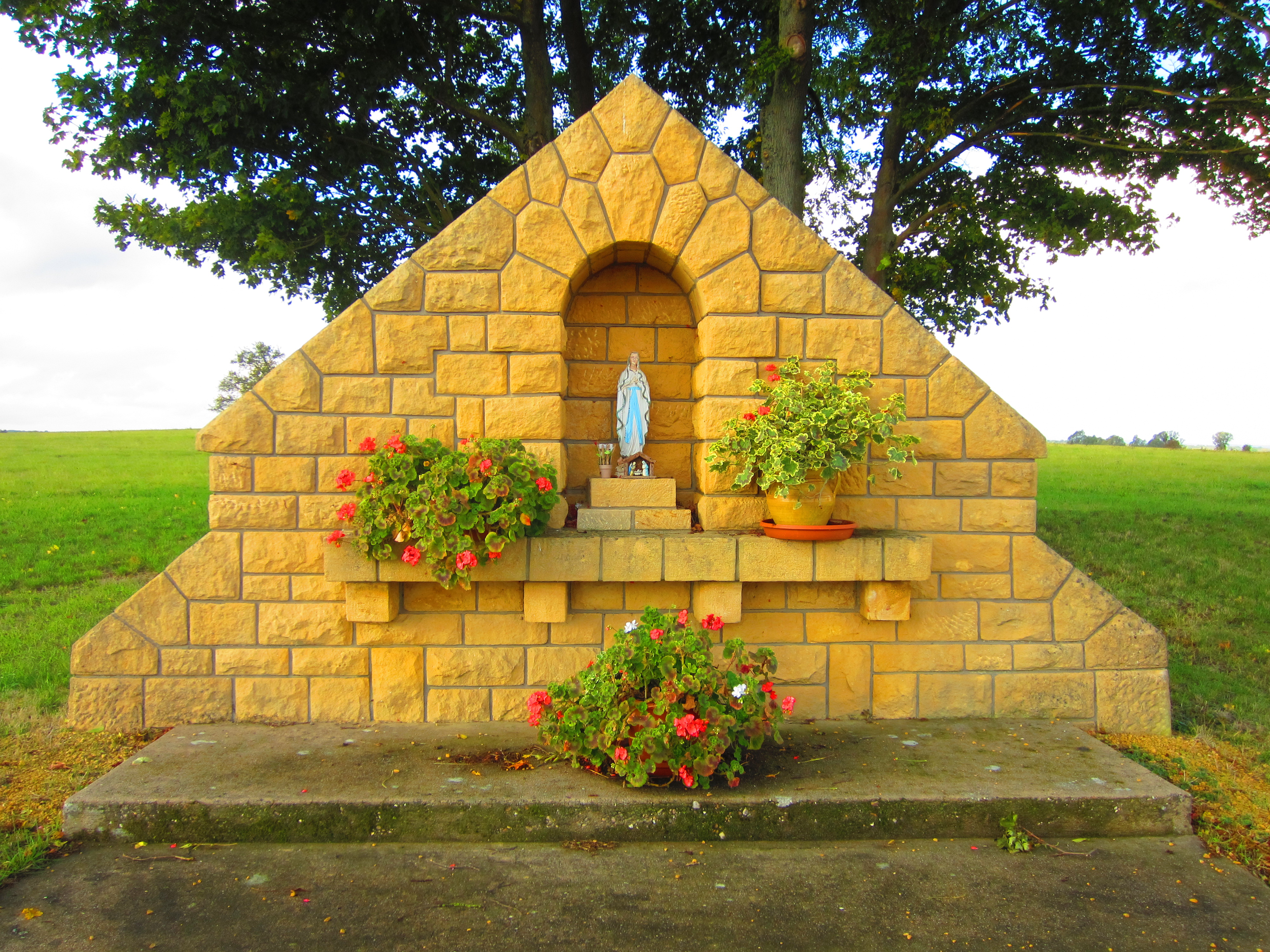

## Géographie
Le village est situé sur la rive gauche de l'Yron.

## Toponymie
Anciennes mentions : Hadonville (1276), Hadonville-sous-la-Chaussée (1801).
D'un nom de personne germanique Haddo(n) + villa.

## Histoire
Le 1er janvier 1973, la commune d'Hadonville-lès-Lachaussée est rattachée à celle de Lachaussée sous le régime de la fusion-association.

## Administration
| Période                                  | Période | Identité      | Étiquette | Qualité |
| ---------------------------------------- | ------- | ------------- | --------- | ------- |
| 1977                                     |         | Gérard Peltre |           |         |
| juin 2015                                |         | Hoang Nguyen  |           |         |
| Les données manquantes sont à compléter. |         |               |           |         |

## Démographie
| 1806 | 1821 | 1831 | 1836 | 1841 | 1846 | 1851 | 1856 | 1861 |
| ---- | ---- | ---- | ---- | ---- | ---- | ---- | ---- | ---- |
| 98   | 90   | 110  | 129  | 114  | 112  | 107  | 93   | 96   |

| 1866 | 1872 | 1876 | 1881 | 1886 | 1891 | 1896 | 1901 | 1906 |
| ---- | ---- | ---- | ---- | ---- | ---- | ---- | ---- | ---- |
| 100  | 74   | 73   | 69   | 66   | 73   | 66   | 62   | 49   |

| 1911 | 1921 | 1926 | 1931 | 1936 | 1946 | 1954 | 1962 | 1968 |
| ---- | ---- | ---- | ---- | ---- | ---- | ---- | ---- | ---- |
| 47   | 84   | 55   | 60   | 55   | 46   | 46   | 42   | 27   |